# François Bruère
Pour les articles homonymes, voir Bruère.
François Bruère, né le 18 juin 1961 au Mans, est un peintre français spécialisé dans les automobiles et les motos. Il est peintre officiel de la compétition automobile des 24 Heures du Mans.
Il est diplômé de l'École des beaux-arts d'Angers et de l'École Olivier-de-Serres. Sa première exposition a pour objet sa passion : l'automobile et les motos.
Ayant envoyé un dossier au Service national des timbres-poste et de la philatélie au milieu des années 1990, il est contacté en 2003 pour dessiner le bloc « Collection Jeunesse » sur les véhicules utilitaires. En 2005, il dessine le bloc-feuillet de dix timbres ovales sur la coupe automobile Gordon Bennett.

## Œuvres

### Timbres de France
- « Collection Jeunesse : les véhicules utilitaires », bloc-feuillet de dix timbres différents, 27 octobre 2003[2].
- « coupe Gordon Bennett », bloc-feuillet de dix timbres ovales, 6 juin 2005[3].
- « Le Haras national du Pin », mis en page par Jean-Paul Cousin, 18 juillet 2005[4].
- « L'hélicoptère 1907-2007 », 19 février 2007.
- « Coupe Gordon Bennett 1909-2009 », gravure d'André Lavergne, 29 juin 2009[5].